# ۱۳ دلیل برای اینکه
۱۳ دلیل برای اینکه (انگلیسی: Reasons Why 13) یک سریال اینترنتی آمریکایی در ژانر درام نوجوانان و معمایی است. فیلم‌نامه این سریال توسط برایان یورکی بر اساس رمانی به همین نام نوشته جی اشر که در سال ۲۰۰۷ منتشر شد به رشته تحریر درآمده‌است. ۱۳ دلیل برای اینکه از محصولات اورجینال نت‌فلیکس است و توسط همین شرکت ساخته و توزیع شده‌است تهیه‌کنندگی سریال توسط سلنا گومز و توماس مک‌کارتی انجام شده‌است و خود مک‌کارتی تعدادی از اپیزودهای سریال از جمله اپیزود اول و دوم را کارگردانی کرده‌است. داستان سریال دربارهٔ دختر نوجوانی به نام هانا بیکر است که پیش از خودکشی دلخراش خود، ۱۳ نوار کاست ضبط کرده و در هرکدام از آن‌ها یکی از دلایل خود برای خودکشی را شرح می‌دهد.
برایان یورکی به همراه دایانا سان تهیه‌کننده فصل اول هستند. فصل اول، در مجموع، شامل ۱۳ قسمت ۶۰ دقیقه‌ای است. کمپانی آنونیموس کونتنت به همراه پارامونت تله‌ویژن، به‌عنوان تهیه‌کننده اجرایی در ساخت سریال همکاری داشته‌اند. ۱۳ دلیل برای اینکه، ابتدا قرار بود به صورت سینمایی ساخته شود و سلنا گومز نیز در آن نقش هانا بیکر را بازی کند؛ اما پروژه به سرانجام نرسید تا اینکه نت‌فلیکس وارد پروژه شد و کار ساخت نسخه سریالی از روی رمان جی اشر را کلید زد. سلنا گومز حاضر به بازی در سریال نشد؛ با این حال به‌عنوان یکی از تهیه‌کنندگان اجرایی با پروژه همکاری کرد و البته چندین آهنگ نیز برای سریال خواند. فصل اول سریال به صورت کامل در تاریخ ۳۱ مارس ۲۰۱۷ در دسترس عموم قرار گرفت. بعد از استقبال بسیار زیاد از سریال در نزد منتقدان و مردم، نت‌فلیکس سریال را برای فصل دوم تمدید کرد. فصل دوم سریال نیز در تاریخ ۱۸ مه ۲۰۱۸ به صورت جهانی، در دسترس عموم قرار گرفت. در ژوئن ۲۰۱۸، نتفلیکس رسماً سریال را برای فصل سوم تمدید کرد. فصل سوم سریال در ۲۳ اوت ۲۰۱۹ پخش شد. نت‌فلیکس در همین ماه اعلام کرد که سریال با پخش فصل چهارم و پایانی به اتمام خواهد رسید. فصل چهارم و پایانی سریال در تاریخ ۵ ژوئن ۲۰۲۰ در ده قسمت از نت‌فلیکس پخش شد.
تمرکز اصلی سریال بر روی فرهنگ موجود در دبیرستان‌های آمریکا و ارتباط نوجوانان با دنیای اطرافشان است. اکثر شخصیت‌های سریال، نوجوان‌هایی به حاشیه رانده شده، منزوی و طرد شده هستند که در ارتباط برقرار کردن با جامعه بسیار مشکل دارند. در سریال به بسیاری از مشکلاتی که نوجوانان به خصوص در سطح دبیرستان با آن درگیر هستند پرداخته می‌شود. سریال بسیاری از موارد جا افتاده در بین دانش آموزان، همچون مصرف مواد مخدر را نقد می‌کند و البته سیستم نادرست آموزشی دبیرستان‌ها را نیز به باد انتقاد می‌گیرد. بسیاری از تماشاگران و منتقدان، این جنبه آموزشی از سریال را از نکات مثبت آن ارزیابی کردند.
۱۳ دلیل برای اینکه، در فصل اول با واکنش مثبت منتقدان و تحسین گسترده تماشاگران همراه شد و به خصوص از نظر فیلم‌نامه، روایت داستانی و اجرای تیم بازیگری مورد ستایش قرار گرفت.منتقدان و تماشاگران، بازی دیلان مینت و کاترین لانگفورد را ستایش کردند و سکانس‌های مشترک بین آن‌ها را یکی از مهم‌ترین نقاط قوت سریال دانستند. فصل دوم سریال اما با واکنش‌های متوسط و غالباً منفی همراه بود و به خصوص از نظر خشونت تصویری مورد انتقاد قرار گرفت. سریال با جنجال‌های بسیار زیادی همراه بود. برخی از روانشناسان و متخصصین امور بهداشت و روان، ۱۳ دلیل برای اینکه را به خاطر پرداختن به موضوعاتی همچون خودکشی، افسردگی، تجاوز و همچنین برخی از مسائل جنسی مورد انتقاد قرار دادند و اعلام کردند که سریال ممکن است از نظر روانی، تأثیر بدی بر روی تماشاگران حساس داشته باشد.

## خلاصه داستان
دو هفته از خود کشی هانا بیکر می‌گذرد. خودکشی او باعث به وجود آمدن جو نامناسبی در دبیرستانی که او در آن تحصیل می‌کرد می‌شود و اکثر بچه‌ها را درگیر خود می‌کنند. دوستان هانا بر روی کمد او گل و یادگاری آویزان می‌کنند و یادش را گرامی می‌دارند. در این میان اما دربارهٔ دلایل خودکشی «هانا» نظرات مختلفی مطرح می‌شود اما هیچ‌کس از انگیزه او برای این کار آگاه نمی‌شود. در این بین کلی جنسن که پسری کم حرف و منزوی و تا حدودی تنهاست و قبل از مرگ هانا با او همکار و همکلاسی بوده و البته به او علاقه داشته‌است، یک روز هنگام بازگشت به خانه با بسته عجیبی رو به رو می‌شود. او بسته را باز می‌کند و متوجه می‌شود سیزده نوار کاست در آن وجود دارد. «کلی» یکی از نوارها امتحان می‌کند و در کمال تعجب با صدای ضبط شده هانا مواجه می‌شود. هانا می‌گوید که قصد دارد در این سیزده نوار داستان زندگی خود و به خصوص دلایلش را برای خودکشی شرح دهد و «کلی» باید همه نوارها را تا آخر گوش بدهد. کلی که بسیار گیج شده با گوش دادن به نوارها و اتفاقاتی برایش رقم می‌خورد متوجه می‌شود تعداد زیادی از بچه‌های دبیرستان این نوارها را دریافت کرده‌اند و علت مرگ هانا بسیار پیچیده‌تر از آن بوده که در ابتدا می‌پنداشته‌است.

## بازیگران
- دیلان مینت در نقش کلی جنسن:[E ۳]

کلی جنسن محوری‌ترین شخصیت سریال است. نوجوانی منزوی و تنها که به تازگی دختری که عاشقش بوده را از دست داده‌است و بیشتر وقت خود را با تنها دوستش تونی می‌گذارند. بعد از پیدا کردن نوارها، کلی تمام تلاش خود را می‌کند تا به واقعیت زندگی هانا پی ببرد که این مسئله باعث می‌شود تا او با گذشته تلخ خودش نیز مواجه شود. دیلان مینت بازی در این نقش را برعهده دارد.
- کاترین لانگفورد در نقش هانا بیکر:

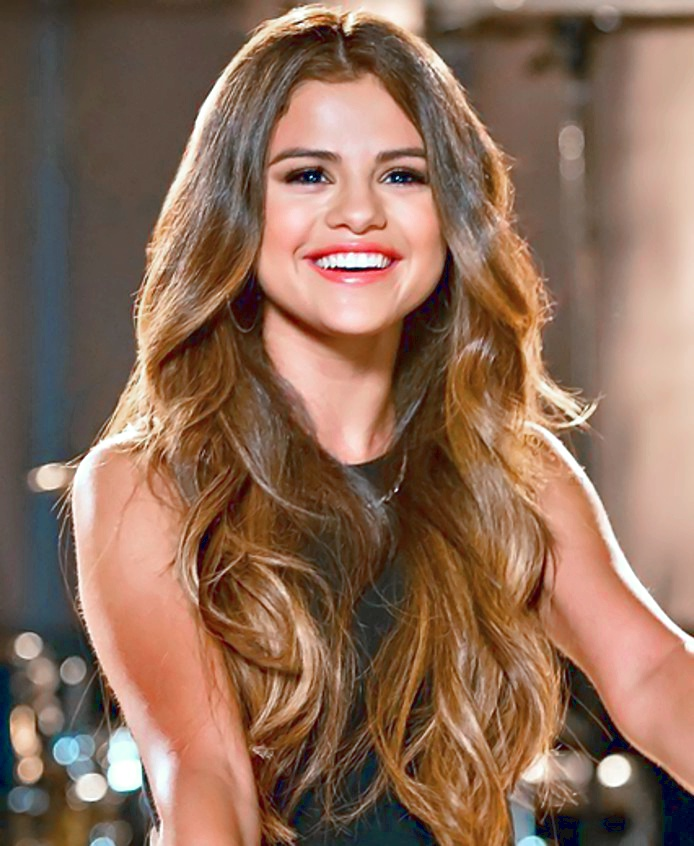
ابتدا قرار بود سلنا گومز در نقش هانا بیکر بازی کند اما او این نقش را قبول نکرد و کاترین لانگفورد جایگزین او شد.

هانا اصلی‌ترین شخصیت داستان محسوب می‌شود. او تنها فرزند خانواده بیکر است. هانا دورانی بسیار سختی را در دبیرستان پشت سر گذاشته و هیچ راهی بهتر از خودکشی برای پایان دادن به غم‌هایش پیدا نمی‌کند. او پیش از خودکشی دلخراش خود ۱۳ نوار کاست ضبط می‌کند و در آن‌ها دلایلش برای خودکشی را مطرح می‌کند. این نوارها در طول داستان در بین شخصیت‌ها دست به دست می‌شود و آن‌ها را درگیر خود می‌کند. کاترین لانگفورد بازیگر این نقش است. البته ابتدا قرار بود که خواننده معروف، سلنا گومز این نقش را بازی کند اما او حاضر به بازی در سریال نشد و لانگفورد جایگزین او شد. بازی لانگفورد مورد توجه منتقدان و تماشاگران قرار گرفت. همچنین لانگفورد برای بازی در این نقش نامزد و برنده چندین جایزه شد.
- کریستیان ناوارو در نقش تونی پادیلا:[E ۴]

بهترین و البته تنها دوست کلی است. تونی یک همجنس گراست. او از طرف هانا مأمور است تا مراقب سلامتی کلی باشد. رابطه او با بیشتر شخصیت‌های داستان یک رابطه چند وجهی و پیچیده‌است. تونی برای دوستی خود با کلی بسیار احترام قائل است و همواره سعی می‌کند تا به او برای غلبه بر مشکلاتش کمک کند. کریستیان ناوارو وظیفه بازی در این نقش را برعهده دارد.
- برندون فلین در نقش جاستین فولی:[E ۵]

جاستین پیچیده‌ترین شخصیت داستان محسوب می‌شود. او از جمله کسانی است که هانا برایش دو نوار به یادگار گذاشته‌است. جاستین دوست صمیمی زک دمپسی و بریس واکر است. او همچنین دوست پسر اول هانا محسوب می‌شود. رابطه جاستین با هانا بخاطر خطای بزرگی که کرده بود بهم می‌خورد و بعد هم او با جسیکا وارد رابطه می‌شود. جاستین اصلاً اوضاع خانوادگی خوبی ندارد. پدرش مدت‌ها پیش آن‌ها را ترک کرده و ارتباط مادر معتادش با مردان متعدد باعث شده تا او هرگز رنگ آرامش را در خانه نبیند. برندون فلین بازیگر این نقش است.
- آلیشا بو در نقش جسیکا دیویس:[E ۶]

جسیکا دیویس یکی از تأثیر گذارترین شخصیت‌های سریال محسوب می‌شود. او همراه با هانا وارد مدرسه شده و در ادامه تبدیل به بهترین دوست او می‌شود اما رابطه جسیکا و هانا بر اثر اتفاقاتی بهم می‌خورد. جسیکا در ادامه با جاستین وارد رابطه می‌شود که این مسئله ضربه روحی دیگری را به هانا وارد می‌کند. جسیکا همواره در حال فرار از گذشته خود و اتفاق تلخی است که برایش افتاده اما وقتی هانا در یکی از نوارها این موضوع را بیان می‌کند، او سرانجام مجبور به مواجه با واقعیت می‌شود. آلیشا بو بازیگر این نقش است.
- جاستین پرنتیس در نقش برایس واکر:[E ۷]

صمیمی‌ترین دوست جاستین فولی است. کاپیتان تیم بسکتبال و یکی از محبوب‌ترین بچه‌های دبیرستان لیبرتی محسوب می‌شود. او خانواده ثروتمندی دارد و پدر و مادرش بیش تر اوقات در سفرهای کاری هستند. البته این فقط ظاهر زندگی برایس است. زندگی برایس نیمه بسیار تاریکی دارد که باعث قربانی شدن جسیکا و سپس هانا می‌شود. کاری که برایس با هانا می‌کند ضربه آخر را به او می‌زند و باعث می‌شود تا هانا تصمیم خود برای خودکشی را عملی کند.
- مایلز هایزر در نقش الکس استندال:[E ۸]

الکس یکی از کسانی که هانا در طول داستان با او وارد رابطه می‌شود. البته رابطه بین آن‌ها صرفاً یک رابطه دوستانه بود اما وقتی این رابطه دچار فروپاشی می‌شود، هانا ضربه روحی دیگری را تجربه می‌کند. در بین کسانی که به نوعی به مرگ هانا ربط داشته‌اند الکس منطقی تر از بقیه است. او خیلی زود به اشتباه خود پی می‌برد. خودکشی هانا برای او تجربه ای ناگوار است و الکس برای اینکه عذاب وجدان خود را از بین ببرد تصمیم می‌گیرد تا حقیقت را به زبان بیاورد. مایلز هایزر بازیگر این نقش است.
- راس باتلر در نقش زک دمسی:[E ۹]

دوست صمیمی جاستین و برایس در دبیرستان و مثل آن‌ها از بازیکنان تیم بسکتبال است. سهم او از خودکشی هانا بازی کردن با احساساتش بود اما زک برخلاف چیزی که به نظر می‌رسد، قلبی مهربان دارد که باعث می‌شود او بر سر دوراهی گفتن حقیقت و حمایت از دوستانش قرار بگیرد. راس باتلر ایفاگر این نقش است.
- میشل سلینا انگ[E ۱۰] در نقش کورتنی کریمسن:[E ۱۱]

دختری آسیا تبار که در دبیرستان لیبرتی تحصیل می‌کند. کورتنی یک همجنسگراست و والدینی همجنسگرا نیز دارد اما او از اینکه این مسئله را به صورت عمومی بر زبان بیاورد خجالت می‌کشد. در واقع همین خجالت و ترس بسیار زیاد او از افشا شدن همجنسگرا بودنش است که کار دست هانا می‌دهد و باعث می‌شود تا او یکی از دلایل خودکشی هانا باشد.
- دیوید دروین در نقش تایلر داون:[E ۱۲]

عکاس رسمی دبیرستان لیبرتی. تایلر پسری است که هیچ وقت از سوی کسی جدی نگرفته نشده‌است و در دبیرستان چهره محبوبی محسوب نمی‌شود. تایلر مثل بسیاری از پسرهای دبیرستان به خاطر زیبایی هانا به او علاقه دارد اما چون می‌داند هیچ‌وقت نمی‌تواند به او برسد تصمیم می‌گیرد به روش خودش از هانا لذت ببرد. او به‌طور پنهانی از هانا عکس می‌گیرد و وقتی یکی از این عکس‌ها که حاوی تصویر بدن نمای هانا است در دبیرستان دست به دست می‌شود، باعث می‌شود تا اوضاع برای هانا بدتر شود. دوین دروید بازی در نقش تایلر را برعهده دارد.
- برندون لاراکوئنته[E ۱۳] در نقش جفری اتکینز:[E ۱۴]

یکی از دانش آموزان دبیرستان لیبرتی که از دوستان بسیار صمیمی کلی است. جف در زمان زنده بودن خود از هیچ تلاشی برای کمک کردن به کلی دریغ نکرد. مرگ او یکی از پیچیده‌ترین دلایلی است که هانا در نوارها به آن اشاره می‌کند. جف به خاطر شخصیت پاک و دوست داشتنی خود یکی از محبوب‌ترین شخصیت‌های داستان به خصوص در رمان محسوب می‌شود.
- استیون سیلور[E ۱۵] در نقش مارکوس کول:[E ۱۶]

مارکوس از دانش آموزان دبیرستان لیبرتی است اما تفاوت او با دیگران این است که به خاطر شغل و نفوذ پدرش، تمامی غیرممکن‌ها برایش ممکن شده‌است. خودخواهی، خودپسندی و بزدل بودن از ویژگی‌های اصلی اوست. مارکوس یکی از کسانی است که هانا به خاطرش مجبور به تحمل ضربه روحی می‌شود. او در فصل دوم و در دادگاه همه حقایق را انکار می‌کند و تا آنجا که می‌تواند دربارهٔ هانا دروغ می‌گوید. استیون سیلور، بازیگر این نقش است.
- کیت والش در نقش اولویا بیکر:[E ۱۷]

مادر هانا بیکر است. زنی سرسخت که بعد از خودکشی دلخراش دخترش دست به تحقیق و جستجو می‌زند تا علت خودکشی او را دریابد. کیت والش بازیگر این نقش است.
- ایمی هارگریوس در نقش لانی جنسن:[E ۱۸]

مادر کلی است. زنی حساس که به شدت نگران تربیت و سلامتی پسرش است و این اخلاق افراطی اش می‌تواند ریشه در شغلش داشته باشد. لانی وکیل دادگستری است و در تلاش برای فهمیدن رازهای هانا بیکر اتفاقات جالبی را رقم می‌زند.
- درک لوک در نقش کوین پورتر:[E ۱۹]

مشاور دانش آموزان و روان‌شناس دبیرستان لیبرتی است و بخاطر همین شغلش با بیشتر شخصیت‌های داستان در ارتباط است. پورتر آخرین کسی بود که هانا پیش از اقدام به خودکشی با او صحبت کرده بود اما حتی گفتگو با پورتر فقط به مشکلات هانا اضافه کرد. کوین پورتر از شخصیت‌های مهم داستان محسوب می‌شود.
- ان وینترز در نقش کلویی رایس:

شخصیت کلویی از فصل دوم وارد داستان می‌شود. او دوست‌دختر برایس واکر و یکی از دانش‌آموزان دبیرستان لیبرتی است که در ابتدا هیچ‌کدام از حرف‌های دیگران دربارهٔ برایس را باور نمی‌کند اما حوادث پیش‌آمده باعث می‌شود تا به شناخت جدیدی از خود و برایس برسد.
- تیموتی گرانادروز[E ۲۰] در نقش مانتگومری دِلا کروز:[E ۲۱]

بیشتر با لقب مانتی شناخته می‌شود. او یکی از دانش آموزان دبیرستان لیبرتی و دوست صمیمی برایس واکر است. شخصیت مانتی در فصل اول نقش چندانی در داستان ندارد اما در فصل دوم تبدیل به شخصیتی تأثیر گذار می‌شود. مانتی همچون برایس در راه درست حرکت نمی‌کند و روحیه انتقام جویش دامن بسیاری از شخصیت‌ها را در فصل دوم می‌گیرد.
- برایس کس[E ۲۲] در نقش سایروس:[E ۲۳]

شخصیت سایروس از فصل دوم وارد داستان می‌شود. سایروس از دانش آموزان دبیرستان لیبرتی و فردی بسیار عجیب است. او روحیه سیری ناپذیری برای انجام کارهای خطرناک دارد و وظیفه خود می‌داند که مدرسه را برای افرادی که خودشان را «قلدر» می‌دانند جهنم کند. سایروس در طول داستان با تایلر دوست می‌شود و از شخصیت‌های مهم فصل سریال محسوب می‌شود.

## فصل‌ها و قسمت‌ها
| فصل | قسمت‌ها | قسمت‌ها | تاریخ اصلی پخش | تاریخ اصلی پخش |
| --- | ------ | ------ | -------------- | -------------- |
| ۱   | ۱۳     | ۱۳     | ۳۱ مارس ۲۰۱۷   | ۳۱ مارس ۲۰۱۷   |
| ۲   | ۱۳     | ۱۳     | ۱۸ مه ۲۰۱۸     | ۱۸ مه ۲۰۱۸     |
| ۳   | ۱۳     | ۱۳     | ۲۱ اوت ۲۰۱۹    | ۲۱ اوت ۲۰۱۹    |
| ۴   | ۱۰     | ۱۰     | ۵ ژوئن ۲۰۲۰    | ۵ ژوئن ۲۰۲۰    |

## ساخت

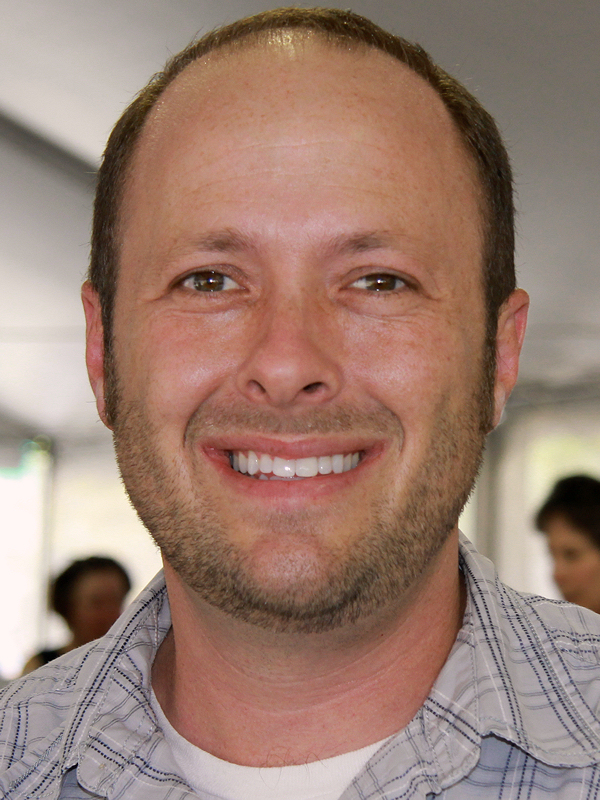
جی آشر نویسنده رمان سیزده دلیل برای اینکه… می‌باشد. این رمان در فهرست کتاب‌های پرفروش نیویورک تایمز در ژوئیه ۲۰۱۱ به رتبه یک رسید.

ابتدا یونیورسال استودیوز قصد داشت تا بر اساس کتاب سیزده دلیل برای اینکه فیلمی اقتباسی بسازد که در آن سلنا گومز در نقش «هانا بیکر» ظاهر شود اما این پروژه به سرانجام نرسید. در اکتبر ۲۰۱۵ نت‌فلیکس حق فروش کتاب را خرید و تصمیم گرفت تا بر اساس آن یک سریال بسازد؛ زیرا مدیران نتفلیکس فکر می‌کردند داستان کتاب کشش لازم برای ساخت یک سریال را دارد. ابتدا قرار شد باز هم گومز نقش هانا بیکر را بازی کند اما گومز دیگر تمایلی به انجام این کار نداشت و تنها قبول کرد به عنوان تهیه‌کننده اجرایی با پروژه همکاری کند.توماس مک‌کارتی فیلمنامه‌نویس و کارگردان تحسین شده فیلم افشاگر که از طرفداران کتاب بود هم تهیه سریال را بر عهده گرفت و هم دو اپیزود از آن را کارگردانی کرد. کمپانی آنونیموس کونتنت به همراه پارامونت تله‌ویژن، به عنوان تهیه‌کننده اجرایی در ساخت سریال همکاری داشته‌اند.
فیلمبرداری سریال در تابستان ۲۰۱۶ و در کالیفرنیای شمالی انجام شد. سن رافائل، کالیفرنیا، بنیسیا، کالیفرنیا، والهو، کالیفرنیا، کراکت از جمله لوکیشن‌های فیلمبرداری بودند. به خاطر وجود محتوای شدید عاطفی و روانشناسانه موجود در سریال، بسیاری از بازیگران در طول فیلمبرداری با متخصصین امور اجتماعی و روانشناسان گفتگو کردند تا هم به نقش‌های خود نزدیک تر شوند و هم اینکه دچار آسیب‌های روحی نشوند.
بعد از موفقیت‌های گسترده سریال در نزد منتقدان و مردم، نت‌فلیکس سریال را برای فصل دوم تمدید کرد. در ۷ مه ۲۰۱۷ خبر رسید که سریال در اواسط سال ۲۰۱۸ پخش خواهد شد.نت‌فلیکس همچنین تیزر کوتاهی از فصل دوم را پخش کرد. فیلمبرداری فصل دوم از تاریخ ۱۲ ژوئیه ۲۰۱۷ آغاز شد. فیلمبرداری مدتی بخاطر حادثه آتش‌سوزی اکتبر ۲۰۱۷ کالیفرنیا متوقف شد و بعد از مدتی دوباره از سر گرفته شد. در اوایل مه ۲۰۱۸ خبر رسید که فصل دوم سریال در تاریخ ۱۸ مه ۲۰۱۸ پخش خواهد شد.

## بازخوردها

### تماشاگران
آمارها اعلام می‌کند که ۱۳ دلیل برای اینکه، یکی از پرتماشاگرترین سریال‌هایی است که تا کنون نت‌فلیکس تولید کرده‌است. سریال در طول یک ماه اول انتشار خود موفق شد رکورد پربازدیدترین سریال نت‌فلیکس را که پیش از این به فصل دوم سریال دردویل تعلق داشت را بشکند و با ۴۸٪ بیننده بیش تر رتبه اول را به خود اختصاص دهد. آمار تماشاگران در هفته دوم انتشار نسبت به هفته اول نزدیک به ۱۸٪ پیشرفت داشت که نشان از محبوبیت سریال در بین تماشاگران دارد. طبق آمارهایی که منتشر شد تعداد بازدیدها از قسمت اول سریال بالاتر ۱۰۰ میلیون بود که هرکدام از آن‌ها حداقل یک قسمت از سریال را از طریق نت‌فلیکس دیده‌اند.

### منتقدان
| فصل | فصل | نمره منتقدان | نمره منتقدان |
| فصل | فصل | راتن تومیتوز | متاکریتیک    |
| --- | --- | ------------ | ------------ |
|     | ۱   | ۸۰٪ (۵۱ نقد) | ۷۶ (۱۷ نقد)  |
|     | ۲   | ۲۷٪ (۲۵ نقد) | ۴۹ (۱۶ نقد)  |
|     | ۳   | ۱۲٪ (۱۷ نقد) | ۲۳ (۴ نقد)   |

۱۳ دلیل برای اینکه، خصوصاً در فصل اول با استقبال گسترده‌ای سوی منتقدان همراه شد.منتقدان فیلمنامه، کارگردانی، تیم بازیگری و تصویربرداری را از نقاط قوت سریال دانستند و سازندگان را بخاطر پرداختن به سویه تاریک زندگی نوجوانان ستایش کردند. نظرات پیرامون فصل دوم و سوم متوسط و منفی بود و میانگین نمرات کمتری از سوی منتقدان دریافت کرد. با این حال بازهم منتقدان از وجوه فنی سریال و کار تیم بازیگری تعریف کردند.

### فصل اول
راتن تومیتوز گزارش کرد ۸۲٪ منتقدان نسبت به سریال نظر مثبتی داشته‌اند که این درصد از روی ۴۹ نقد به‌دست آمده‌است که در مجموع نمره خوب ۷٫۲/۱۰ را نصیب سریال می‌کند. جمع‌بندی نظرات منتقدان راتن تومیتوز می‌گوید: «۱۳ دلیل برای اینکه بهترین عناصر ممکن را از رمان پرفروش که منبع اقتباسش بوده را برداشته و آن را با غم و اندوهی بی پایان ترکیب کرده‌است. این سریالی است که نگاهی بی پروا به زندگی نوجوانان دارد و موفق می‌شود داستان را همچون شخصیت‌هایش به بلوغ برساند.» سریال در سایت متاکریتیک نمره ۷۶/۱۰۰ را کسب کرد که این میانگین از روی ۱۷ نقد به‌دست آمده‌است. متاکریتیک اعلام کرد که نظرات پیرامون سریال «اغلب مثبت» است. سریال در نزد تماشاگران نیز محبوب شد و نمرات بسیار خوبی گرفت.
جسی شیدن در آی‌جی‌ان به سریال از ۱۰ نمره ۹٫۲ داد و نوشت: «۱۳ دلیل برای اینکه، اثری شگفت‌انگیز است. سریال داستان خود را بسیار خوب تعریف می‌کند و بیننده را کسل نمی‌کند. اثری قدرتمند که به طرز عجیبی پر جوش و خروش است. این بهترین مجموعه تلویزیونی در قرن بیست و یکم است که دربارهٔ مسائل و مشکل نوجوانان ساخته شده‌است.» متیو گیلبرت در بوستون گلوب به سریال امتیاز کامل داد و نوشت: «این یک درام حساسیت‌برانگیز دربارهٔ زندگی نوجوانان است که به طرز استادانه‌ای مهندسی شده‌است. ۱۳ دلیل برای اینکه مجموعه‌ای تلخ است که تنها کورسوی امیدی در آن وجود دارد.» مورین رایان در ورایتی به سریال امتیاز بالایی داد و آن را «درامی موفقیت‌آمیز» و «بی رحم» دانست. او در بخشی از نقد خود نوشت: «۱۳ دلیل برای اینکه قطعاً اثری بی‌ریا و به دور از هرگونه ژست قلابی است. سریالی که به راحتی می‌توان آن را در زمره بهترین‌های نت‌فلیکس قرار داد.» لیا گیرین بلات در انترتینمنت ویکلی به سریال نمره +B داد و نوشت: «این سریالی است که جوانان و نوجوانان زیادی به آن نیاز دارند. ما همیشه با کمبود فیلم‌های خوب دبیرستانی رو به رو بوده‌ایم و حالا ۱۳ دلیل برای اینکه به لطف داستان جذاب و پر کشش و بازی‌های خوب بازیگرانش این خلأ را برای مدتی به خوبی می‌پوشاند.» دنیل فاینبرگ در هالیوود ریپورتر به سریال بالاترین امتیاز ممکن را داد و آن را «تأثیر گذار» و «خلاقانه» و «درامی دلچسب» دانست. او قدرت کارگردانی و فیلم‌نامه و بازیگری را ستود و از سریال به عنوان «اثری قابل توجه در ژانر نوبالغان» یاد کرد.

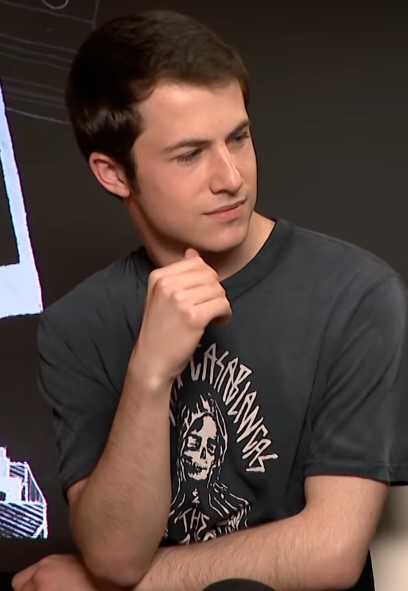
هنرنمایی دیلان مینت در نقش کلی جنسن تحسین منتقدان را در پی داشته‌است.

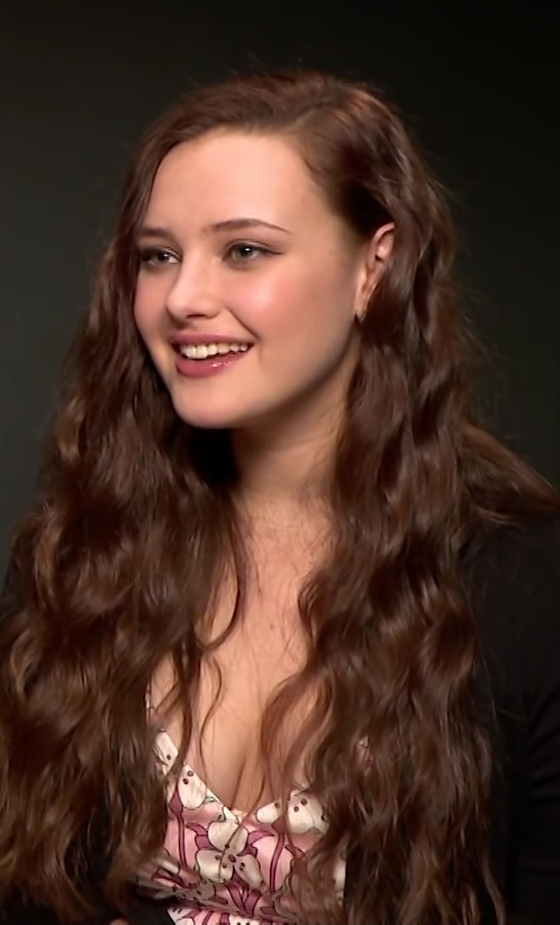
منتقدان بازی کاترین لانگفورد در نقش هانا بیکر را ستودند. لانگفورد برای بازی در این نقش، نامزد دریافت جایزه گلدن گلوب بهترین بازیگر نقش اول زن در سریال درام شد.

اجرای تیم بازیگری، به خصوص بازی کاترین لانگفورد در نقش هانا بیکر و دیلان مینت در نقش کلی جنسن از سوی منتقدان ستوده شد. جسی شیدن در آی‌جی‌ان بازی کاترین لانگفورد را ستود و دربارهٔ آن نوشت: «لانگفورد در نقش اصلی سریال درخشیده و به خوبی موفق شده غم و اندوه و دیگر احساسات پیچیده هانا را برای ما زنده کند. بازی در چنین نقشی حقیقتاً کار سختی است اما لانگفورد به خوبی از پس آن برآمده است.» میتو گیلبرت در بوستون گلوب شیمی رابطه‌ای که بین کلی و هانا در سریال وجود دارد را مورد ستایش قرار داد و آن را این‌گونه توصیف کرد: «تماشای صحنه‌های دو نفره کلی و هانا لذت خالص است.» دنیل فینبرگ از هالیوود ریپورتر در بخشی از نقد خود نوشت: «لانگفورد در نقش هانا بیکر تابناک است. او با حضورش انرژی پویا به داستان تزریق می‌کند و مهم‌تر از همه کاری می‌کند که بیننده به خوبی با کاراکترش همذات پنداری کرده و سرنوشتش برای مخاطب مهم شود.» منتقد ورایتی جدا از تحسین عملکرد لانگفورد، اجرای بازیگران مکمل و به خصوص کیت والش را ستود و آن را «یک کار حرفه‌ای از یک تیم حرفه‌ای» توصیف کرد. بسیاری دیگر از منتقدان نیز عملکرد کریستیان ناوارو، آلیشا بو، مایلز هایزر، برندون فلین و بقیه تیم بازیگری مورد ستایش قرار دادند.

### فصل دوم
فصل دوم سریال با واکنش‌های متوسط و گاهی منفی منتقدان همراه بود. بسیاری از منتقدان، نقطه ضعف فصل دوم را خط‌های داستانی متعدد و حوادث بسیار زیاد آن می‌دانستند که در بیشتر موارد غیرضروری و بدون کاربرد تشخیص داده شده‌است. همچنین بعضی از منتقدان از نمایش صحنه‌های حساسیت برانگیز نیز انتقاد کردند و اشاره کردند که نیازی به وجود این صحنه‌ها در سریال نبوده‌است. با این حال بازهم کار تیم بازیگری و خصوصاً بازی دیلان میتت ستایش شد
راتن تومیتوز گزارش کرد که ۲۷٪ نسبت به فصل دوم نظر مثبتی داشته‌اند که این درصد از روی ۲۵ نقد به دست آمده‌است. جمع‌بندی نظرات منتقدان راتن تومیتوز می‌گوید: «با منحرف شدن از منبع اقتباس اصلی، سریال این فرصت را پیدا کرده تا شخصیت‌هایش را زیر ذره بین قرار داده و عمیق‌تر آن‌ها را بررسی کند اما متأسفانه در این مسیر تمامی چیزهایی که پیش تر اندوخته بود را از دست می‌دهد.» منتقدان متاکریتیک نظرات مثبت تری نسبت به سریال داشتند. سریال در این سایت نمره ۴۹ از ۱۰۰ را بر اساس ۱۶ نقد کسب کرد. متاکریتیک اعلام کرد نظرات پیرامون فصل دوم «دوگانه و متوسط» است.

### فصل سوم
فصل سوم سریال با واکنش منفی منتقدان مواجه شد. راتن تومیتوز گزارش کرد که تنها ۱۲٪ نسبت به فصل سوم نظر مثبتی داشته‌اند که این درصد از روی ۱۴ نقد به دست آمده‌است. این کمترین میانگین امتیاز در تاریخ تلویزیون است که تاکنون سریالی در راتن تومیتوز دریافت کرده‌است. در متاکریتیک، فصل سوم با ۴ نقد، نمره ۲۳ از ۱۰۰ را دریافت کرد. متاکریتیک اعلام کرد که نظرات پیرامون فصل سوم «اغلب منفی» است.

### فصل چهارم
فصل چهارم سریال نیز همچون فصل قبلی با واکنش منفی منتقدان همراه بود و در زمنیه روایت پیچیده، خط‌های داستانی پی در پی و بیهوده، حذف بدون توضیح برخی از شخصیت‌های مکمل در فصل‌های قبلی و دور شدن از منبع اقتباس مورد انتقاد قرار گرفت. راتن تومیتوز گزارش کرد که تنها ۱۷٪ منتقدان نظر مثبتی دربارهٔ فصل چهارم دارند که در مجموع نمره ۴٫۵/۱۰ را نصیب این فصل سریال می‌کند.

## شباهت سریال با فیلم مزایای گوشه‌گیر بودن
کتاب سیزده دلیل برای اینکه بعد از انتشار بخاطر لحن داستان‌گویی و فضاسازی با کتاب مزایای گوشه‌گیر بودن مقایسه شد اما این مقایسه و شباهت پس از انتشار سریال ابعاد بیشتری پیدا کرد. شباهت چهره دیلان مینت با چهره لوگن لرمان که در فیلم مزایای گوشه‌گیر بودن نقش چارلی را بازی کرده بود اولین نکته‌ای بود که توجهات را جلب کرد. نکته بعدی حضور کیت والش در سریال بود که در اینجا هم درست مثل فیلم مزایای گوشه‌گیر بودن نقش مادری را بازی کرده بود که فرزندش مورد سوءاستفاده جنسی قرار گرفته شده بود. همچنین این موضوع که بهترین دوست کلی در سریال با نام تونی یک همجنس‌گراست شباهت دیگری بود که طرفداران به آن اشاره کردند (در مزایای گوشه‌گیر بودن نیز بهترین دوست چارلی با نام پاتریک یک همجنس‌گراست) به‌طور کلی از نظر طرفداران، سیزده دلیل برای اینکه از نظر فضاسازی و پرداختن به موضوعاتی همچون تجاوز و همجنسگرایی و استفاده از مواد مخدر و لحن افسرده‌کننده اش شباهت غیرقابل انکاری به مزایای گوشه‌گیر بودن دارد. همچنین طرفداران سیزده دلیل برای اینکه به مخاطبانی که از دیدن سریال و خواندن کتاب لذت برده‌اند توصیه کرده‌اند که کتاب و فیلم مزایای گوشه‌گیر بودن را بخوانند و نگاه کنند.

## درجه سنی
سریال سیزده دلیل برای اینکه بخاطر محتوای بزرگسالانه و وجود صحنه‌هایی همچون مصرف مواد مخدر و مشروبات الکلی و همچنین نشان دادن جزئیاتی از صحنه تجاوز و استفاده از کلمات رکیک و پرداختن به موضوعاتی همچون همجنسگرایی و خودکشی از طرف سیستم نظارت و ارزشیابی تلویزیون درجه سنی "RP18" دریافت کرد. بدین معنی که تماشای سریال به افراد زیر هجده سال توصیه نمی‌شود و باید در تماشای آن احتیاط کنند. بعد از پخش سریال نسبت به حجم خشونت گرافیکی فیلم همچون صحنه تجاوز در جکوزی یا صحنه خودکشی انتقادات زیادی مطرح شد اما سازندگان سریال صحنه‌های جنسی و خشونت‌آمیز خودکشی هانا را «ضروری» اعلام کردند.
اعتراض‌ها به خشونت موجود در سریال در فصل دوم اوج گرفت. در یکی از سکانس‌های قسمت آخر از فصل دوم سریال، شخصیت تایلر از سوی چند نفر مورد حمله قرار گرفته و بعد ضرب و شتم، به وسیله یک چوب مورد شکنجه جنسی قرار می‌گیرد. این سکانس واکنش‌های بسیار تندی از سوی برخی از منتقدان و تماشاگران در پی داشت که این سکانس را «غیر ضروری» دانستند و اعلام کردند که دیدن این صحنه حتی برای افراد غیر حساس کاملاً «نامناسب» است. حاشیه‌های این سکانس آنقدر زیاد بود که حتی شایعه شد نت‌فلیکس فصل سوم سریال به خاطر اعتراضات کنسل خواهد کرد. مدتی بعد از اعتراضات نت‌فلیکس بیانیه ای منتشر کرد که در آن از نمایش خشونت موجود در سریال دفاع کرده بود. در بخشی از این بیانیه آمده‌است: «این سریال در تلاش است تا داستانی صادقانه را دربارهٔ مشکلاتی غیرقابل انکار که بسیاری از جوانان‌ها با آن درگیر هستند ارائه دهد.»

## تفاوت‌های سریال با کتاب

کاترین لانگفورد در نقش هانا بیکر در نمایی از سریال.

سریال سیزده دلیل برای اینکه هرچند به متن اصلی کتاب وفادار مانده‌است اما در عین حال تغییرات زیادی هم نسبت به کتاب کرده‌است. بعضی از این تغییرات با استقبال مواجه شده‌است و بعضی از آن‌ها هم صدای طرفداران کتاب را درآورده به صورتی که آن‌ها معتقدند داستان به‌طور کلی تغییر کرده‌است.
- در کتاب کلی جنسن در طی یک شب نوارها را گوش می‌دهد. این در صورتی است که این روند در سریال هفته‌ها به طول می‌انجامد.
- در کتاب کلی متوجه این موضوع نمی‌شود که تونی از طرف هانا مأمور مراقبت از اوست و اما در سریال او نه تنها متوجه این موضوع می‌شود بلکه حتی رابطه اش با تونی نیز بسیار صمیمی تر از کتاب به تصویر کشیده شده‌است.
- جی اشر کتاب را در سال ۲۰۰۷ منتشر کرد و در آن موقع رسانه‌های اجتماعی به قدرت کنونی خود نرسیده بودند. در واقع برخلاف چیزی که در سریال می‌بینم رسانه‌های اجتماعی و پخش شدن عکس‌های هانا در دبیرستان از دلایل خودکشی او نبوده و این بخش از داستان کاملاً توسط برایان یورکی به سریال اضافه شده‌است.
- بخش مهمی از داستان سریال را توهمات و تصورات کلی دربارهٔ هانا تشکیل می‌دهد این در صورتی است که همچین اتفاقاتی در کتاب نمی‌افتد.
- در سریال کلی با دوچرخه تصادف کرده و صورتش زخم می‌شود اما علت زخمی شدن در کتاب چیز دیگری است.
- در سریال کلی بعد از گوش دادن به نوار برایس به خانه او رفته و با برایس درگیر می‌شود و اعترافات او را ضبط می‌کند اما این اتفاقات در کتاب نمی‌افتد.
- یکی از مهم‌ترین خط‌های داستانی سریال مربوط به شکایت خانواده بیکر از دبیرستان و داستان‌های مربوط به دادگاه است اما این اتفاقات در کتاب رخ نمی‌دهد.
- یکی از مهم‌ترین و جنجالی‌ترین سکانس‌های سریال صحنه خودکشی است که در طی آن هانا رگ خود را در حمام می‌زند و می‌میرد. این در حالی است که در کتاب هانا نه از طریق زدن رگ خود بلکه با خوردن قرص خودکشی می‌کند.
- یکی از مهم‌ترین تغییرات سریال نسبت به کتاب نوع رابطه‌ای است که بین هانا و کلی و وجود دارد. در سریال نوعی رابطه عاشقانه بین آن‌ها به خصوص از سوی کلی وجود دارد اما در کتاب متوجه می‌شویم رابطه بین هانا و کلی حداقل در سطح دبیرستان بسیار معمولی است و البته برخلاف سریال این هانا می‌باشد که عاشق کلی می‌شود.
- در کتاب شخصیتی بنام «جینی» وجود دارد که نام او در سریال به شری تغییر پیدا کرده‌است.
- در سریال شخصیت الکس استاندال با شلیک گلوله به سرش خودکشی می‌کند اما این اتفاق هرگز در کتاب رخ نمی‌دهد.

## حاشیه‌ها
طرفداران سریال نکات جالبی را در سریال پیدا کرده و در سطح اینترنت منتشر کردند که تعدادی از آن‌ها عبارتند از:
- خالکوبی که بر روی دستان تونی کشیده شده‌است نماد افسردگی و خودکشی آگاهی است.
- جی اشر کتاب را با الهام از زندگی یکی از نزدیکانش که دست به خودکشی زده بود نوشت. او همچنین برای نزدیک شدن به داستان با دختران نوجوان و جوان زیادی مصاحبه کرد و از آن‌ها خواست بدترین اتفاقاتی را که نمی‌خواهند تجربه کنند را برای او بازگو کنند. تجاوز و آسیب دیدگی عاطفی مهم‌ترین چیزهایی بودند که از این مصاحبه‌ها به‌دست آمد.[۵۸]
- کاترین لانگفورد ابتدا برای نقش جسیکا تست داد اما عوامل بعد از دیدن بازی او پی بردند که کاترین برای نقش هانا بهترین انتخاب ممکن است.
- بسیاری از بازیگران سریال برای درک کردن بهتر نقش‌های خود با روانشناسان و متخصصین آسیب‌های اجتماعی گفتگو کردند.
- کریستن ناوارو که در سریال نقش تونی را بازی کرده‌است قبل از شروع فیلمبرداری اقدام به گرفتن گواهینامه و یادگرفتن رانندگی کرد تا خودش شخصاً بتواند موستانگ را براند.
- در اتاق الکس عکسی از گروه موسیقی جوی دیویژن به چشم می‌خورد. یکی از اعضای این گروه بنام ایان کرتیس که در اپیزود اول نیز تونی آهنگی از او را برای کلی پخش می‌کند خودکشی کرده‌است.
- آلیشیا بویی و راس باتلر و هنری زاگا پیش تر در سریال تین ولف با هم همبازی شده بودند.
- نام خانوادگی شخصیت کلی، جنسن است. جنسن نام یک شرکت تولید نوار کاست است که نام آن بر روی برخی از نوارهای هانا نیز به چشم می‌خورد.
- برایان یورکی از فیلم‌های هذرها و مزایای گوشه‌گیر بودن از مهم‌ترین منابع الهام بخش خود در نوشتن فیلم‌نامه نام برده‌است.

## تأثیرات اجتماعی
«ما به کتاب بسیار وفادار ماندیم. چیزی که جَی اَشر نوشته یک داستان تراژیک زیباست اما هم‌زمان داستانی مبهم را دنبال می‌کند و این همان کاری بود که ما می‌خواستیم بکنیم. ما دست روی موضوع حساسی گذاشته بودیم و سعی کردیم نگاه عادلانه ای به آن داشته باشیم. صحبت کردن دربارهٔ این مسائل اصلاً کار آسانی نیست و فکر می‌کنم ما بسیار خوش شانس هستیم که این فرصت را پیدا کردیم تا دربارهٔ چنین چیزی حرف بزنیم.»

—سلنا گومز، تهیه‌کننده اجرایی
۱۳ دلیل برای اینکه با حواشی بسیار زیادی همراه بود. سریال به خاطر پرداختن به نیمه تاریک زندگی نوجوانان و پرداختن به موضوعاتی همچون افسردگی، خودکشی و تجاوز مورد انتقاد برخی از روانشناسان و متخصصین سلامت اجتماعی قرار گرفت. اعتراض‌ها باعث شد تا نت‌فلیکس اطلاعیه صادر کند و از تماشاگران بخواهد در هنگام دیدن سریال احتیاط کنند. همچنین در ابتدای بعضی از اپیزودهای سریال همچون اپیزود آخر، هشداری به بینندگان داده می‌شود که در تماشای این قسمت احتیاط کنند.
اما سریال مخالفان زیادی هم داشت. برخی از متخصصان سلامت روانی در مورد پیام‌های این سریال در مورد موضوع خودکشی هشدار داده و آن‌ها را خطرناک توصیف کرده‌اند. آن‌ها و بسیاری دیگر از منتقدان بر این باورند که این سریال دیدگاه مشکل آفرینی نسبت به مقولهٔ خودکشی را نه تنها نفی نمی‌کند بلکه آن را ترویج می‌کند. کارشناسان، والدین و معلمان بر این موضوع توافق دارند که این سریال و موضوع آن خودکشی را ترویج کرده و در واقع تصویری کامل از تصمیم نادرست شخصیتی که خودکشی می‌کند را به تصویر نکشیده‌است. از آن جایی که افکار مربوط به خودکشی در میان نوجوانان رواج زیادی دارد برخی بر این باورند که چنین سریالی نباید ساخته می‌شد.
در آوریل ۲۰۱۷ و زمانی که سریال به تازگی پخش شده بود، انجمن ملی روانشناسان مدارس آمریکا هشداری صادر کرد و به نوجوانانی که به خودکشی فکر کرده‌اند یا می‌کنند توصیه کرد که از تماشای این سریال خودداری کنند. این گروه همچنین پیشنهاد کرده که نوجوانانی که قصد تماشای این سریال را دارند در کنار والدینشان آن را تماشا کنند به‌طوری‌که والدین بتوانند آن‌ها را متقاعد سازند که خودکشی هیچ مشکلی را حل نمی‌کند. همچنین این انجمن به تمامی مشاوران و متخصصین امور سلامت در دبیرستان‌های آمریکا نامه نوشت و از آن‌ها درخواست کرد که نسبت به سلامت دانش آموزان هوشیار باشند. این نخستین بار است که بود، انجمن ملی روانشناسان مدارس آمریکا برای یک سریال چنین اطلاعیه ای صادر می‌کند. مدتی بعد انجمن روانشناسان بالینی کودک و نوجوانان بیانیه ای صادر کرد که در آن نوشته بود که تماشای سریال ۱۳ دلیل برای اینکه می‌تواند برای نوجوانانی که آگاهی کاملی از مسائل ندارند یا سابقه افسردگی دارند بسیار خطرناک باشد. در بخشی از این بیانیه به‌طور مستقیم از نت‌فلیکس درخواست شده بود که که در پایان هر اپیزود از سریال، قسمتی گذاشته شود که در آن یک روان‌شناس یا متخصص امور سلامت به بینندگان صحبت کند و به آن‌ها دربارهٔ مسائلی همچون خودکشی آگاهی بدهد.
حواشی سریال پایان نداشت. برخی از روانشناسان بالینی همچون اریکا مارتینز و دنیل دینبرگ معتقد بودند که یکی از خطراتی که تماشای این سریال دارد، خودکشی تقلیدی است. البته حتی در این باره هم نظرات یکسانی وجود نداشت. اریک بیسون، مشاور و روان‌شناس دانشگاه نورت‌وسترن در طی گفتگویی اعلام کرد که بعید است که یک سریال به تنهایی باعث تحریک نوجوانی به خودکشی شود زیرا خودکشی عملی است که در واکنش به ضربه‌های احساسی بسیار شدید انجام می‌شود. بحث‌ها پیرامون سریال تا مدت‌ها ادامه داشت و بسیاری از روانشناسان نسبت به آن واکنش نشان دادند. حرف اصلی بسیاری از آن‌ها این بود که سریال تصویری ستایش آمیز از عمل خودکشی ارائه می‌دهد و هیچ نشانه ای در سریال مبنی بر نفی نوجوانان از این کار وجود ندارد.
همچنین بعد از پخش سریال و همه گیر شدن آن صحبت دربارهٔ سریال در مدارس کانادا ممنوع اعلام شد. مسئولان خواسته‌اند تا معلمان در مدارس دربارهٔ این سریال با بچه‌ها سخن نگویند و همه چنین از خانواده‌ها درخواست کرده‌اند که نگذارند بچه‌هایشان این سریال را ببینند زیرا از نظر مسئولان آموزشی کانادا این سریال افسرده‌کننده و خطرناک است و بعد از تماشای آن امکان دارد عمل خودکشی در میان نوجوانان رایج شود. مطالعات و گزارش‌هایی که منتشر شد نشان داد که بعد از پخش سریال ۱۳ دلیل برای اینکه، بین ۹۰۰٬۰۰۰ تا ۱٬۵۰۰٬۰۰۰ بار در گوگل کلمه «خودکشی» جستجو شده‌است و نکته جالب اینجاست که این آمار فقط مربوط به کشور ایالات متحده است. عبارت‌های «نحوه انجام خودکشی»، «خودکشی کردن» و «چگونه خودتان را بکشید» بیشترین رشد جستجو را داشتند.
۱۳ دلیل برای اینکه موافق هم داشت و بسیاری از تماشاگران و البته منتقدان ادعاهای مطرح شده نسبت به سریال را رد کرده و اعلام نموده‌اند که سریال ۱۳ دلیل برای اینکه از ارزش هنری بالایی برخوردار است. بسیاری از منتقدان نیز شجاعت دست‌اندرکاران این سریال را برای پرداختن به چنین موضوع جنجالی و حساسی مورد تمجید قرار داده‌اند و اعلام کردند که برخلاف گفته‌های برخی از روانشناسان، سریال به خوبی می‌تواند دربارهٔ موضوع حساس خود توضیح بدهد و بیننده بعد از تماشای سریال قطعاً متوجه خواهد شد که کدام کار درست و کدام کار غلط است.

## جوایز
| سال  | جایزه                                    | رشته                                     | نامزد/برنده                                             | نتیجه    | منبع.  |
| ---- | ---------------------------------------- | ---------------------------------------- | ------------------------------------------------------- | -------- | ------ |
| ۲۰۱۷ | جوایز طلایی دربی                         | بهترین دستاورد سال                       | کاترین لانگفورد                                         | نامزدشده | [ ۷۹ ] |
| ۲۰۱۸ | هفتاد و پنجمین مراسم گلدن گلوب           | بهترین بازیگر نقش اول زن برای سریال درام | کاترین لانگفورد                                         | نامزدشده | [ ۸۰ ] |
| ۲۰۱۸ | انجمن سرپرستان موسیقی                    | بهترین سرپرست موسیقی برای سریال درام     | سیزن کنت                                                | برنده    | [ ۸۱ ] |
| ۲۰۱۸ | جایزه ام‌تی‌وی ۲۰۱۸                        | بهترین برنامه سال                        | "۱۳ دلیل برای اینکه"                                    | نامزدشده |        |
| ۲۰۱۸ | جایزه ام‌تی‌وی ۲۰۱۸                        | بهترین هنرنمایی در سریال                 | کاترین لانگفورد                                         | نامزدشده |        |
| ۲۰۱۸ | چهل و نهمین انجمن ملی پیشرفت رنگین‌پوستان | بهترین کارگردانی سریال درام              | کارل فرانکلین برای کارگردانی اپیزود "نوار پنجم-بخش دوم" | برنده    | [ ۸۲ ] |
| ۲۰۱۸ | بیست و دومین دوره جایزه ستلایت           | بهترین بازیگر نقش اول زن برای سریال درام | کاترین لانگفورد                                         | نامزدشده | [ ۸۳ ] |
| ۲۰۱۸ | بیست و دومین دوره جایزه ستلایت           | بهترین سریال درام                        | «۱۳ دلیل برای اینکه»                                    | نامزدشده | [ ۸۳ ] |

## فراتر از دلایل
هم‌زمان با پخش فصل اول، نت‌فلیکس برنامه‌ای مستند به نام «۱۳ دلیل برای اینکه:فراتر از دلایل» منتشر کرد. در این برنامه که ۲۹ دقیقه زمان داشت، بازیگران و عوامل سریال دربارهٔ تجربه خود دربارهٔ بازی در سریال و همچنین مواجه شدن با مسائلی همچون قلدری، تجاوز، افسردگی و دیگر مشکلات نوجوانان صحبت می‌کنند. چندین متخصص امور بهداشت روان نیز دیدگاه‌های خود را دربارهٔ سریال و و لزوم مواجه شدن با این مسائل بیان می‌کنند. قسمت دوم این مستند هم‌زمان با فصل دوم از طریق نت‌فلیکس در دسترس عموم قرار گرفت و قرار است برای فصل سوم نیز، برنامه مشابهی تولید شود.

## واژه‌نامه
1. ↑  Brian Yorkey
2. ↑  Diana Son
3. ↑  Clay Jensen
4. ↑  Tony Padilla
5. ↑  Justin Foley
6. ↑  Jessica Davis
7. ↑  Bryce Walker
8. ↑  Alex Standall
9. ↑  Zach Dempsey
10. ↑  Michele Selene Ang
11. ↑  Courtney Crimsen
12. ↑  Tyler Down
13. ↑  Brandon Larracuente
14. ↑  Jeff Atkins
15. ↑  Steven Silver
16. ↑  Marcus Cole
17. ↑  Olivia Baker
18. ↑  Lainie Jensen
19. ↑  Kevin Porter
20. ↑  Timothy Granaderos
21. ↑  Montgomery de la Cruz
22. ↑  Bryce Cass
23. ↑  Cyrus
24. ↑  Jesse Schedeen
25. ↑  Matthew Gilbert
26. ↑  Maureen Ryan
27. ↑  Leah Greenblatt
28. ↑  Daniel Feinberg
29. ↑  13 Reasons Why: Beyond the Reasons